# Laelia prasiaelitys
Laelia prasiaelitys är en fjärilsart som beskrevs av Collenette 1953. Laelia prasiaelitys ingår i släktet Laelia och familjen tofsspinnare. Inga underarter finns listade i Catalogue of Life.